# Capgrossos de la Comparsa Visca Picasso
Els Capgrossos de la Comparsa Visca Picasso són dos cabuts que formen part de la Comparsa Visca Picasso, integrada per diversos elements coneguts de la carrera artística del pintor Pablo Picasso. Els dos capgrossos són el del Bou del Guernica i el de Picasso, el portador del qual té les mans ocupades amb una paleta i un pinzell. També formen part de la comparsa dos gegantons, la Menina i l'Arlequí; una màscara que representa l'obra Els tres músics; i tres gegantons de motxilla: el Faune, la Dona de Boisgeloup i el Cavall del Guernica.
Tota la comparsa és fruit d'una reinvenció dels gegants, els capgrossos i el bestiari de la ciutat, amb un tipus de figura que representa un trencament amb els models habituals de la imatgeria festiva tradicional. Es va fer amb motiu del centenari del naixement de Pablo R. Picasso i s'estrenà a les festes de la Mercè de l'any 1981. L'artista Jordi Joan Guillén en va construir totes les peces per encàrrec de l'Ajuntament de Barcelona, en un procés de renovació dels elements festius de la ciutat.
Les figures es restauraren el 1997 perquè les estructures que les aguantaven dificultaven molt de carregar-les i de ballar-hi. Des de llavors, els membres més joves de l'Associació de Geganters de les Corts s'encarregaren de portar-les a tot arreu, tot i ser propietat de l'Institut de Cultura de Barcelona i de l'Ajuntament de Barcelona.
La Comparsa Visca Picasso va participar de manera activa a les festes de la Mercè, de Nou Barris i de les Corts durant molts anys, però ara ja en fa uns quants que no surt i només es pot veure a la Biblioteca de Nou Barris, on és exposada permanentment.